# 春柳社
春柳社（しゅんりゅうしゃ）は、1906年から1915年まで存在した演劇団体。辛亥革命以前の日本での活動時期を前期、革命後の中国での活動時期を後期とする。

## 前期春柳社
1906年秋李叔同、曾孝谷ら東京在住の演劇好きな中国人留学生が組織した芸術団体。規約「春柳社演芸部専章」は前期文芸協会規約と類似点が多くみられ、当初は演劇だけでなく芸術全般の革新をめざす団体であった。1907年より活動開始。2月に『茶花女』（小デュマ『椿姫』）の一部を脚色上演、これを観た欧陽予倩らが参加。好評のため6月本郷座で最初の本格公演として『黒奴籲天録』（コクドユテンロク、ストー夫人『アンクル・トムの小屋』）を脚色上演、大成功を収める。この公演の反響がただちに中国に伝わり文明戯（早期話劇）が生まれたため、今日ではこの『黒奴籲天録』が中国話劇の最初とされる。まもなく李叔同らは演劇に興味を失い春柳社から去るが、替わるように陸鏡若が参加する。東京で何回か公演をおこなった後、1911年辛亥革命で社員の大半は帰国する。

## 後期春柳社
1912年旧暦正月陸鏡若・欧陽予倩らは新劇同志会を上海で結成、四月に旗揚げ公演をおこなう。日本演劇の影響を受けた新劇同志会は上海の観客にあまり受け入れられなかったので、しばらく地方公演をおこなう。1913年旧暦正月湖南省に行き、長沙で長期公演をおこなう。1913年夏の第二革命失敗により秋頃から湖南省でも反革命が起きたため、分散して上海に戻る。1914年陽暦4月15日より某得利(Moutrie)劇場を借りて公演をおこなう。劇団名は新劇同志会であったが、劇場に春柳劇場の看板を掲げ上演広告でも春柳を名乗るなど自らも春柳社の継続を任じたため、一般には春柳社とみなされた。今日では、1912年以降一括して後期春柳社とみなされている。代表作に『家庭恩怨記』（陸鏡若作）、『不如帰』（柳川春葉脚色の翻案）などがある。必ず劇本（台本）のある劇を演じると宣言するなど他の文明戯劇団と異なり“芸術派”の傾向が強かったが、経営的には苦戦していた。1915年9月、中心人物陸鏡若の死により解散。
春柳社が直接産み出した演劇は、伝統演劇の遺留物を多数残した文明戯（早期話劇）だったが、文明戯がなければ五四運動・新文化運動以降の話劇の誕生はありえなかった。
春柳社については、日本新派の影響が指摘されてきたが、近年は文芸協会すなわち日本新劇の影響も受け近代劇の要素もあり、二重性をもっていたことが指摘されている。近代劇の要素があることが、春柳社を中国話劇の最初とする重要な根拠となっている。